# Vanessa cyanomelas
Vanessa cyanomelas är en fjärilsart som beskrevs av Doubleday 1848. Vanessa cyanomelas ingår i släktet Vanessa och familjen praktfjärilar. Inga underarter finns listade i Catalogue of Life.